# Lothar Hensel
Lothar Hensel (* 14. September 1961 in Dormagen) ist ein deutscher Bandoneonspieler, Komponist und Arrangeur.

## Leben und Werk
Lothar Hensel wuchs in Dormagen auf und studierte an der Hochschule der Künste Berlin Schulmusik mit dem Hauptfach Klarinette. Während seines Studiums begann er mit dem Bandoneonspiel. Im Jahre 1990 ging er nach Buenos Aires, Argentinien, um sein Spiel mit den Lehrern Arturo Penón und Néstor Marconi zu perfektionieren. In Paris hatte er außerdem Unterricht bei Juan José Mosalini, einem der bekanntesten Tango-Solisten des Tango Nuevo.
Als Bandoneonist arbeitete Lothar Hensel mit renommierten Orchestern, z. B. mit den Berliner Philharmonikern und dem Rundfunk-Sinfonieorchester Berlin und namhaften Solisten, wie dem Gitarristen Quique Sinesi, zusammen. Sein musikalisches Interesse gilt besonders den Kompositionen Astor Piazzollas, die er in Originalfassungen und auch in eigenen Arrangements auf CD einspielte.
Als Komponist verfasste er Opern, Kammer- und Orchestermusik. Darin versucht er vor allem südamerikanische Tango-Elemente mit klassischer europäischer Kammermusik zu verbinden. Als Auftragswerk für das Mecklenburgische Staatstheater Schwerin schrieb Lothar Hensel 2001 die Kammeroper Ein letzter Tango für Margot H.
2007 wurde am Mittelsächsischen Theater seine Oper Pamina lebt uraufgeführt. Zu diesem Werk verfasste er auch das Libretto. Im gleichen Jahr kam sein 2. Konzert für Bandoneon und großes Orchester mit der Staatsphilharmonie Rheinland-Pfalz zur Uraufführung, die vom DeutschlandRadio live übertragen wurde.
Lothar Hensel tritt kammermusikalisch und solistisch mit seinem Quartett tango fusión, das aus Bandoneon, Geige, Cello und Kontrabass besteht, auf. Außerdem gibt er Konzerte mit seinem Tangoorchester Septísimo Tango. Seit den 2000er Jahren  lebt er mit seiner Frau und seiner Tochter in Berlin-Friedrichshagen. Außerdem war er bis Ende des Schuljahres 2019/20 Lehrer für das Schulfach Musik und Deutsch am Gebrüder-Montgolfier Gymnasium im Bezirk Treptow-Köpenick von Berlin.